# Chastel-Arnaud
Chastel-Arnaud é uma comuna francesa na região administrativa de Auvérnia-Ródano-Alpes, no departamento de Drôme. Estende-se por uma área de 12,65 km². Em 2010 a comuna tinha 41 habitantes (densidade: 3,2 hab./km²).